# تکثیرگر الکترون

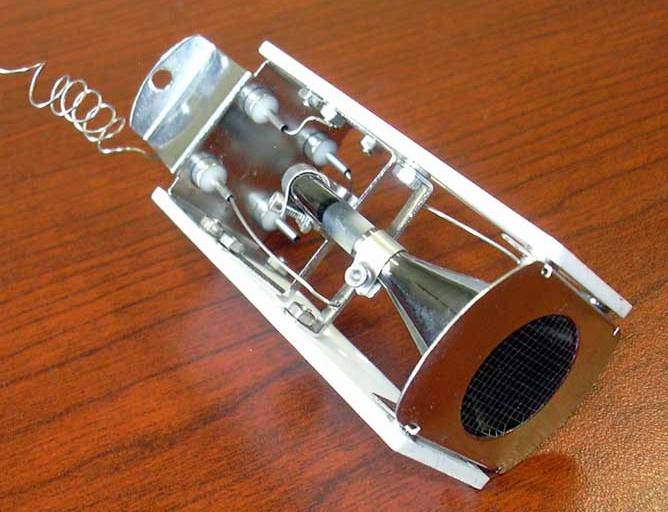
تکثیرگر الکترون پیوسته

تکثیرگر الکترون (به انگلیسی: Electron multiplier) یک آشکارساز حساس به اجزای باردار مانند پروتون یا یون هاست. این آشکارساز در دستگاه‌های مانند طیف‌سنج جرمی بکار می‌رود.

## طرز کار
در هر دو مدل این قطعه، اجزاء ورودی به یک سطح فلزی برخورد می‌کنند. میان این سطح فلزی و سطح فلزی دیگر (دیانود) پتانسیل اعمال شده است بگونه‌ای که تابع کار آن فلز تأمین گردد و با برخورد جز باردار پر انرژی تعدادی الکترون به سمت دیانود دیگر نشر گردد. دیانود سوم نسبت به دایانود دوم پتانسیل مثبت تری دارد و با برخورد این الکترونها، تعداد بیشتری الکترون نشر می‌گردد. این فرایند ادامه می‌یابد. یک چندگانه گر الکترون، دارای چندین دایانود است بگونه‌ای که از یک ذره باردار ۱۰^۷ الکترون تولید می‌شود. جریان حاصل توسط آمپلی فایر تقویت می‌شود.

## انواع
دو نوع پیوسته و ناپیوسته موجود است. در نوع پیوسته به جای تعدادی دایانود، از یک شیشه شیپور مانند که با فلز پوشش داده شده است، استفاده می‌شود. میان ابتدا و انتهای آن اختلاف پتانسیل اعمال می‌شود.

## کاربرد
به دلیل سرعت و حساسیت بالا از این آشکارساز در طیف‌سنج جرمی استفاده می‌شود.